# Julio Gallardo
Julio César Gallardo Saavedra (* 16. Mai 1942 in Villarrica; † 21. Juni 1991 in Santiago de Chile) war ein chilenischer Fußballspieler. Der Stürmer absolvierte zehn Länderspiele für Chiles Nationalmannschaft und erzielte dabei vier Tore.

## Karriere

### Verein
Julio Gallardo begann 1960 beim Thomas Bata de Peñaflor. Durch seine Leistungen bei lokalen Turnieren verpflichtete ihn 1964 der Profiklub CD Universidad Católica. Mit den Cruzados gewann der Offensivspieler die Meisterschaft 1966 und trug mit 15 Treffern dazu bei. Die letzten zwei Karrierejahre verbrachte der Angreifer beim CD Palestino.

### Nationalmannschaft
Julio Gallardo debütierte für Chile unter Trainer Alejandro Scopelli im November 1966 in der Qualifikation zum Campeonato Sudamericano 1967 beim 5:2-Erfolg über Kolumbien. Danach stand er auch im Turnierkader und absolvierte alle sieben Spiele für die La Roja. Er erzielte beim 4:2-Erfolg gegen Paraguay zwei Tore und beim 2:2-Unentschieden gegen Uruguay ein Tor. Chile wurde mit zwei Siegen, zwei Unentschieden und einer Niederlage Turnierdritter. Nach der Südamerikameisterschaft kam Adriazola noch in drei weiteren Freundschaftsspielen zum Einsatz, zuletzt im Juli 1969 gegen Paraguay.

## Erfolge
Universidad Católica
- Primera División: 1966